# Nymphula
Nymphula és un gènere d'arnes de la família Crambidae descrit per Franz von Paula Schrank el 1802.

## Taxonomia
- Nymphula coenosalis (Snellen, 1895)
- Nymphula corculina (Butler, 1879)
- Nymphula definitalis Strand, 1919
- Nymphula depunctalis Guenee, 1854
- Nymphula distinctalis (Ragonot, 1894)
- Nymphula expatrialis Hampson, 1906
- Nymphula fuscomarginalis Bremer & Grey, 1853
- Nymphula grisealis Hampson, 1912
- Nymphula lipocosmalis (Snellen, 1901)
- Nymphula meropalis (Walker, 1859)
- Nymphula nitidulata (Hufnagel, 1767)
- Nymphula simplalis (Snellen, 1890)
- Nymphula terranea Rothschild, 1915

## Espècies antigues
- Nymphula litanalis (Walker, 1859)
- Nymphula responsalis Walker, [1866]
- Nymphula sinicalis Hampson, 1897
- Nymphula votalis (Walker, 1859)